# Vlag van Oud-Beijerland

Vlag van de gemeente Oud-Beijerland

De vlag van Oud-Beijerland is op 24 oktober 1969 vastgesteld als de officiële gemeentelijke vlag van de Zuid-Hollandse gemeente Oud-Beijerland. De vlag wordt als volgt beschreven:
Drie banen van blauw, wit en blauw, waar van de hoogten zich verhouden als 1:2:1, over de witte baan van de broekzijde een geel vierkant, waarop zich twee rode kepers bevinden.
De vlag is afgeleid van het gemeentewapen. Het ontwerp was van de Hoge Raad van Adel.
Op 1 januari 2019 is Oud-Beijerland opgegaan in de gemeente Hoeksche Waard. De vlag is daardoor als gemeentevlag komen te vervallen.

## Verwante afbeeldingen

Het wapen van Oud-Beijerland
De vlag van Nieuw-Beijerland

## Trivia
- De gemeente heeft voor 1900 over een gemeentevlag beschikking gehad. In dat jaar maakte de gemeente bekend, dat de gemeentevlag versleten is geraakt, er bleek geen geld beschikbaar te zijn voor een nieuw exemplaar. Het is onduidelijk of het hier handelt om een gemeentevlag of de nationale driekleur.

Alkemade 
· Ameide 
· Ammerstol 
· Arkel 
· Asperen 
· Benthuizen 
· Bergambacht 
· Bergschenhoek 
· Berkel en Rodenrijs 
· Bernisse 
· Binnenmaas 
· Bleiswijk 
· Bleskensgraaf en Hofwegen
· Bodegraven 
· Boskoop
· Brielle 
· Cromstrijen 
· De Lier 
· Delfshaven 
· Dirksland 
· Everdingen 
· Geervliet 
· Giessenburg 
· Giessenlanden
· Goedereede 
· Goudswaard 
· Graafstroom 
· 's-Gravendeel 
· 's-Gravenzande 
· Groot-Ammers
· Hagestein 
· Haastrecht 
· Hazerswoude 
· Heenvliet 
· Heerjansdam 
· Hei- en Boeicop
· Heinenoord
· Hellevoetsluis 
· Hillegersberg
· Jacobswoude
· Kamerik
· Korendijk
· Koudekerk aan den Rijn
· Krimpen aan de Lek
· Langerak
· Leerdam
· Leidschendam
· Leimuiden
· Lexmond
· Liemeer
· Liesveld
· Maasland
· Middelharnis
· Mijnsheerenland
· Moerhuizen
· Moerkapelle
· Molenwaard
· Monster
· Moordrecht
· Naaldwijk
· Nederlek
· Nieuw-Beijerland
· Nieuwerkerk aan den IJssel
· Nieuw-Lekkerland
· Nieuwpoort
· Nieuwveen
· Noordwijkerhout
· Nootdorp
· Numansdorp
· Oostflakkee
· Oostvoorne
· Oud-Alblas
· Oud-Beijerland 
· Oude-Tonge 
· Oudenhoorn 
· Ouderkerk 
· Ouderkerk aan den IJssel
· Overschie
· Piershil 
· Pijnacker 
· Poortugaal 
· Puttershoek 
· Reeuwijk 
· Rhoon 
· Rijnsaterwoude 
· Rijnsburg 
· Rijnwoude 
· Rockanje 
· Rozenburg 
· Sassenheim 
· Schelluinen 
· Schipluiden 
· Schoonhoven 
· Schoonrewoerd 
· Sommelsdijk 
· Spijkenisse 
· Streefkerk 
· Strijen 
· Ter Aar 
· Valkenburg 
· Vianen 
· Vierpolders 
· Vlist 
· Voorburg 
· Voorhout 
· Warmond 
· Wateringen 
· Westmaas 
· Westvoorne 
· Woerden 
· Woubrugge 
· Zederik 
· Zevenhoven 
· Zevenhuizen 
· Zevenhuizen-Moerkapelle 
· Zuid-Beijerland 
· Zuidland 
· Zwammerdam 
· Zwartewaal